# Jankai Béla
Jankai Béla (Budapest, 1962. április 21. –) magyar előadóművész, zeneszerző.

## Zenei életútja
Az 1980-as évek sikeres zenekarában, a Prognózisban tűnt fel mint billentyűs és zeneszerző. A zenekar feloszlása után több mint 100 hanglemez készítésében vett részt mint hangszeres, zeneszerző vagy mint hangmérnök.
1990-ben saját stúdiót alapított, mely a mai napig működik. Az első kereskedelmi televízióban, az A3-ban szerzett tapasztalatot a média világában, majd az Msat és a Szív TV után a Satelit TV programigazgatója. Számtalan, főleg könnyűzenei műsor rendezője, de munkája reklámfilmeken és játékfilmeken is látható. (A rózsa énekei – Grantfilm, 2003; 56 csepp vér – Grantfilm, 2007.) 2005 és 2013 között az Omega együttes koncertjein is közreműködött. Jelenleg a Triász és a B52 zenekarokban játszik.
2017-ben 55. születésnapját a Barba Negra Music Clubban tartott koncerttel ünnepelte, amelyen több együttese is fellépett: a B52, a Triász, a Boxer és a Prognózis. Emellett Papp Gyulával és Zeffer Andrással közösen Hammond-párbajt adtak elő, továbbá játszott az Omega két tagja, Benkő László és Debreczeni Ferenc, valamint Béla két fia. Az est házigazdája Janicsák István volt. A koncertre könyv is jelent meg róla, A Jankai címmel.

## Családja
Két fia is aktívan zenél. Jankai Valentin a Leander Kills és a Blind Myself dobosa. 
Első fia Krisztián, operatőr, filmkészítéssel foglalkozik. Jankai Sebastian a New Friend Request, a B52 és a Triász zenekar basszusgitárosa. Második fia, Olivér is zenél gitáron és billentyűkön. Van még egy lánya is, Judit.

## Külső hivatkozások
- Jankai Béla honlapja
- B52 zenekar honlapja
- B52 zenekar Facebook oldala
- Triász zenekar Facebook oldala
- Jankai Béla Facebook oldala